# Plymouth Volare

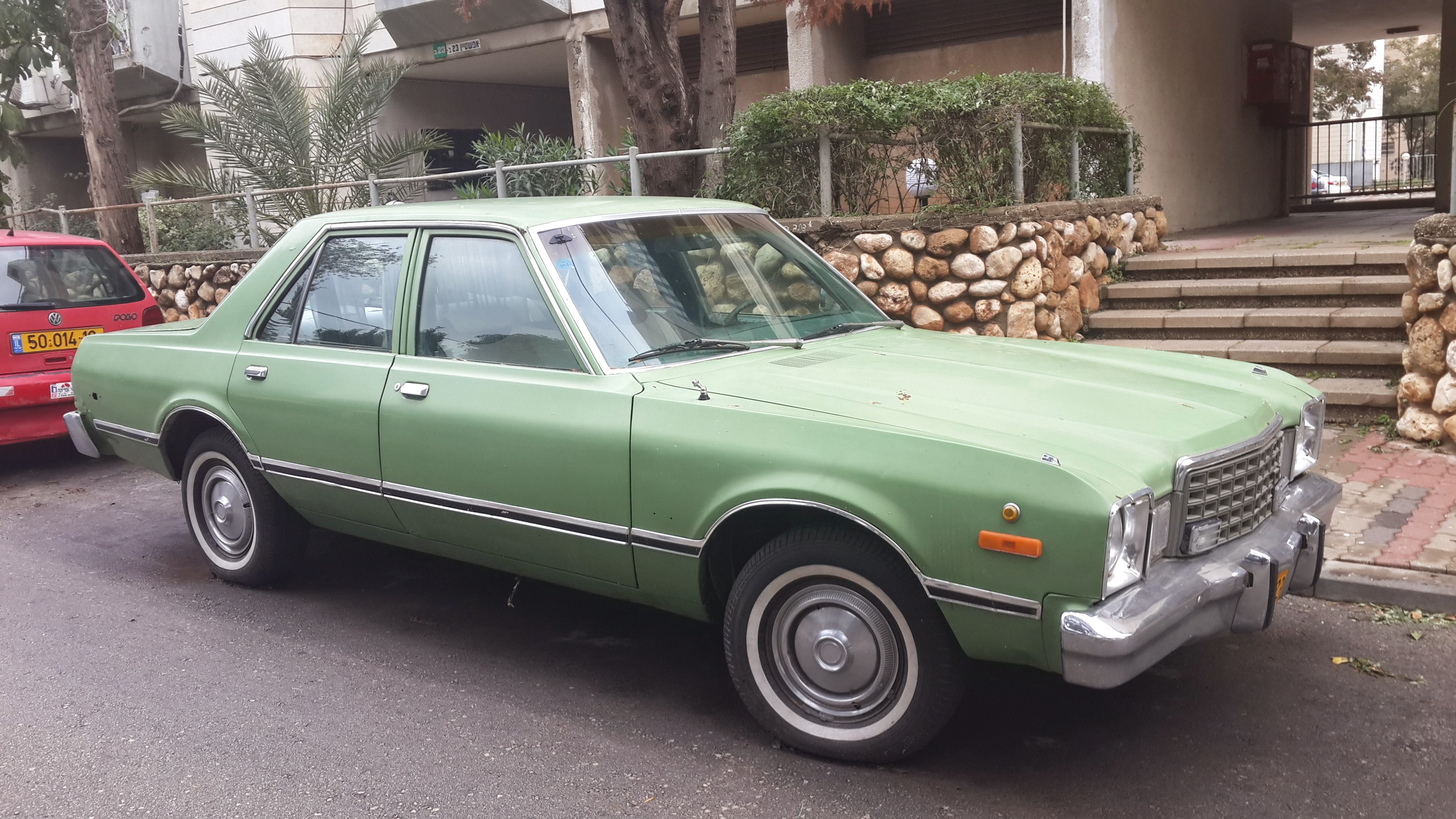
Plymouth Volare

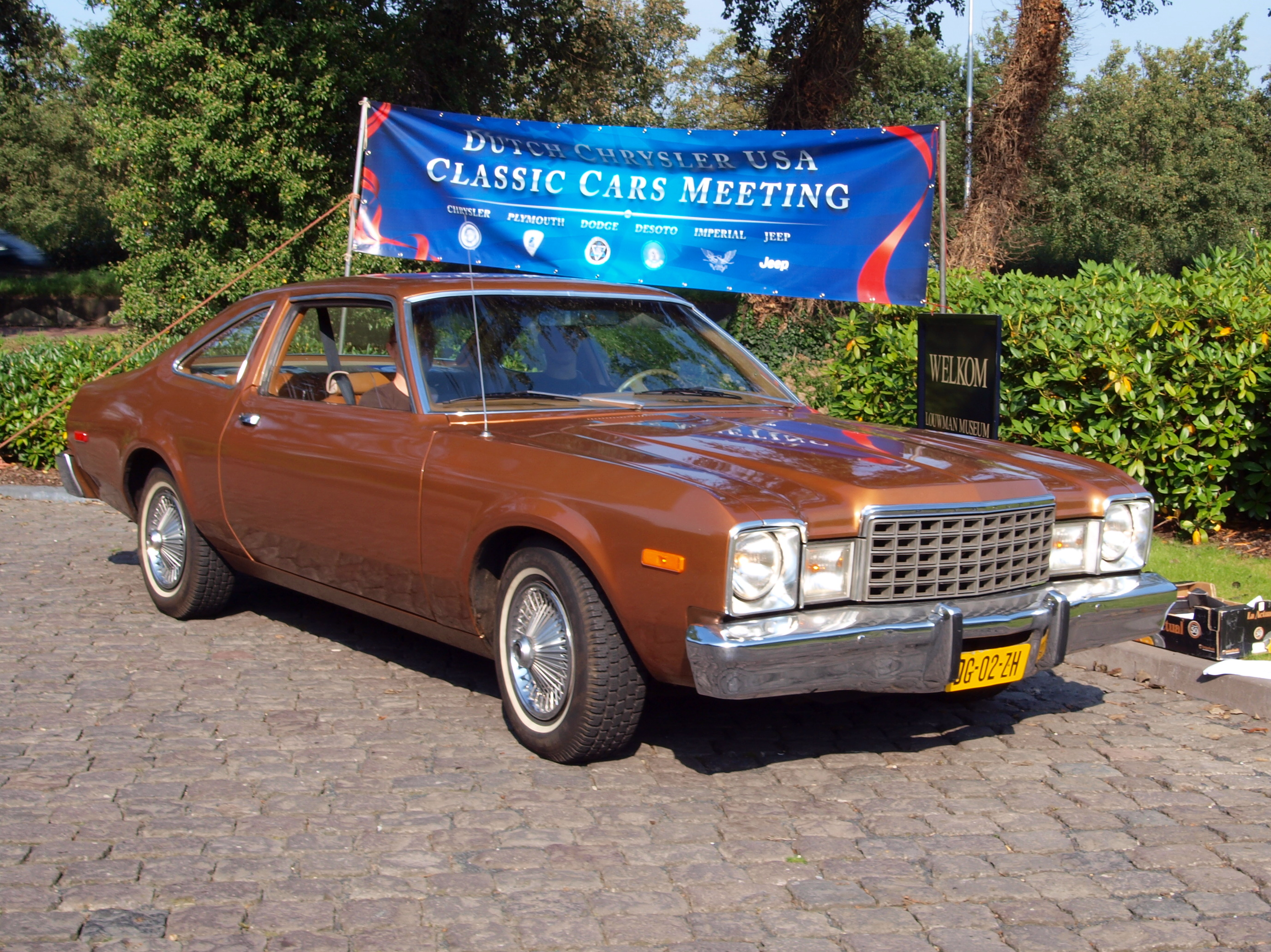
Plymouth Volare Coupé 1978

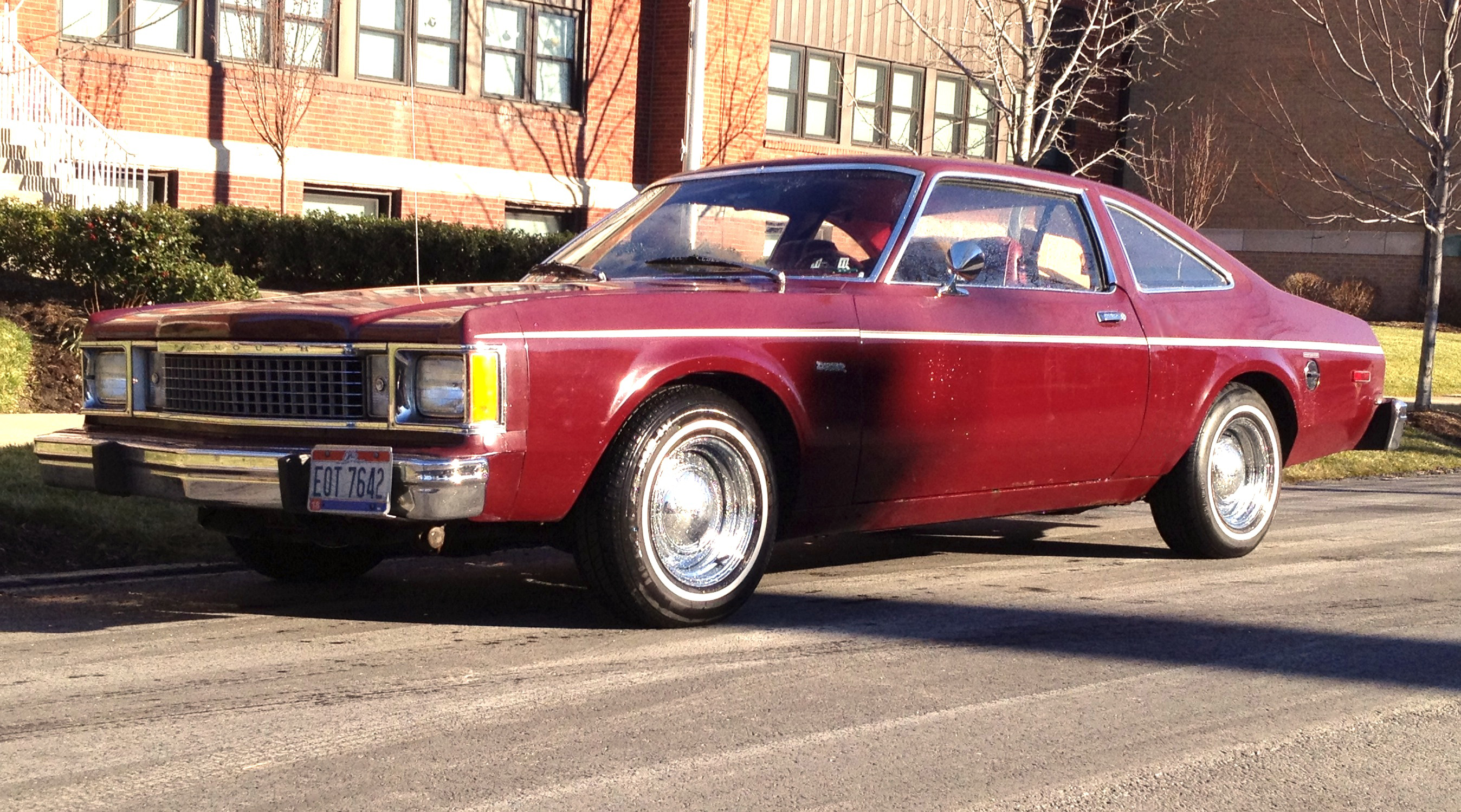
Plymouth Volare Duster 1980

Der Plymouth Volare (auch Volaré geschrieben) war ein vom US-amerikanischen Automobilhersteller Chrysler von 1976 bis 1980 produziertes, unter der Marke Plymouth vermarktetes Modell mit Hinterradantrieb. In den USA gilt der Volare als compact car, obwohl er wesentlich größer ist als ein Auto der europäischen Kompaktklasse.

## Modellgeschichte
Im Frühjahr 1976 erschien der Volare als Nachfolger des Plymouth Valiant. Der Volare basierte auf der F-Plattform des Chrysler-Konzerns und war damit das bis auf Embleme und Kühlergrill baugleiche Schwestermodell des Dodge Aspen; zur näheren Verwandtschaft zählten ferner die in der Hierarchie etwas weiter oben angesiedelten Chrysler LeBaron und Dodge Diplomat sowie später, in den achtziger Jahren, Chrysler Fifth Avenue und Plymouth Gran Fury.
Im Modelljahr 1976 lancierte Plymouth den Volare als viertürige Limousine, fünftürigen Kombi und zweitüriges Coupé, letzteres auf einem um 100 auf 2755 mm verkürzten Radstand. Erhältlich waren die Ausstattungsstufen Basis, Custom und Premier. Angetrieben wurde der Volare wahlweise vom 3,7-Liter-Slant-Six-Reihensechszylinder oder von V8-Motoren mit 5,2 und 5,9 Litern Hubraum; an Getrieben standen manuelle Drei- oder Vierganggetriebe und Chryslers TorqueFlite-Dreigangautomatik zur Auswahl. Auf Basis des Volare Coupé in Grundausstattung wurde die sportliche Variante Volare Road Runner mit mattschwarzem Kühlergrill und Zierteilen, Zierstreifen, Sportfelgen und geänderten Rückleuchten angeboten; dieses Modell gab es nur mit den V8-Maschinen und verkaufte sich etwa 7000 Mal.
1977 erhielt der Kombi als Basismotor eine Doppelvergaservariante des Sechszylinders mit 82 kW (112 PS). Zum Road Runner gesellten sich die weiteren Coupé-Varianten Sun Runner und Front Runner mit großen Spoilern an Front und Heck, Kotflügelverbreiterungen und lamellenförmigen Plastikabdeckungen über den hinteren Seitenfenstern. Neue Extras für die Coupés waren eine umklappbare Rücksitzlehne und ein T-Bar-Dach mit herausnehmbaren Glasdachteilen.
Für das Modelljahr 1978 erfuhr der Volare ein erstes Facelift mit schmalerem Kühlergrill und zwischen Grill und Scheinwerfern platzierten Parkleuchten sowie geänderten Heckleuchten.
1979 kam eine sportlich aufgemachte Variante des Kombis ins Programm, der Volare Sport Wagon. Zum Road Runner (1122 Stück) kam ein weiteres Sportmodell mit der Plymouth-Traditionsbezeichnung Duster ins Programm.
1980 erhielt der Volare ein großes Facelift. Die neue Front wies Rechteckscheinwerfer und einen breiteren Kühlergrill auf. Die Modellreihe bestand jetzt aus Basismodell, durch verschiedene Ausstattungspakete ergänzbar, und Volare Special. Vom Road Runner wurden 496 Stück gebaut, vom billigeren Duster 5586. Die Motorleistungen sanken weiter, beim Sechszylinder auf 67 kW (91 PS), beim 5,2-Liter-V8 auf 90 kW (122 PS), der 5,9-Liter entfiel.
Ersetzt wurde der Volare zum Modelljahr 1981 durch den kleineren, frontgetriebenen Plymouth Reliant mit Vierzylindermotoren. Vom Plymouth Volare entstanden insgesamt 1.070.000 Exemplare.
Motorenpalette
- 225 in³ (Kubikzoll) (3682 cm³) Slant-Six (1976–1980)

- 225 in³ (3682 cm³) Slant-Six mit Doppelvergaser (1977–1979)
- 318 in³ (5210 cm³) LA-Serie V8 (1976–1980)
- 360 in³ (5898 cm³) LA-Serie V8 (1976–1979)

## Rezeption
Der Volare und sein Schwestermodell wurden vom Markt und der Presse gut angenommen. Gelobt wurden unter anderem das klare Armaturenbrett oder das gute Fahrverhalten. Motor Trend kürte ihn sogar zum Motor Trend Car of the Year, dem „Auto des Jahres“.

## Qualität
Der Plymouth Volaré gilt ebenso wie der Dodge Aspen als typisches Automobil der Malaise Era. 
Sein Ruf wurde in den Jahren 1976/77 durch zahlreiche Rückrufe und eine hohe Rostanfälligkeit bald unterminiert. Der Wagen war zu früh auf den Markt gebracht worden, die Kunden hatten unter unausgereiften Fahrzeugen zu leiden. Der Volare war seinerzeit das am häufigsten zurückgerufene Auto mit acht Rückrufaktionen bis Ende 1977. Diesen zweifelhaften Titel trug der Volare bis zum Erscheinen von GMs X-Modellen. Qualitätsverbessernde Maßnahmen seitens Chrysler sorgten zwar dafür, dass spätere Modellen in dieser Hinsicht besser wurden, doch der Ruf des Volare war bereits ruiniert.

“The Dart and Valiant ran forever, and they should never have been dropped. Instead they were replaced by cars that often started to come apart after only a year or two. When these cars first came out, they were still in the development phase. Looking back over the past twenty years or so, I can’t think of any cars that caused more disappointment among customers than the Aspen and the Volare”

„Der Dart und der Valiant liefen ewig und hätten nie eingestellt werden dürfen. Stattdessen wurden sie ersetzt durch Autos die oft bereits nach einem oder zwei Jahren begannen auseinanderzufallen. Als diese Autos auf den Markt kamen, waren sie immer noch in der Entwicklungsphase. Rückblickend fällt mir kein Auto der letzten zwanzig Jahre ein, das den Kunden mehr Unzufriedenheit brachte als der Aspen und der Volare.“